# Cane (voorwerp)

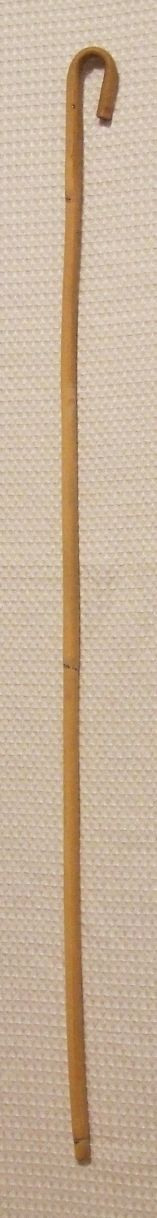
Voorbeeld van een cane.

Cane (uitgesproken als 'keen') is een Engels woord voor een lange, dunne stok, zoals een wandelstok. In het Engels komt het woord ook voor in  sugarcane ('suikerriet'), een plant met lange, sterke stengels. Een cane wordt onder andere gemaakt van rotan en wordt dan rotting genoemd, een Nederlandse verbastering van dat Maleise woord (rattan in het Engels, rotin in het Frans). Andere materialen om een cane van te maken zijn bamboe, kunststof, glasvezel en bekleed metaal.
De functiestok van een Compagnies Sergeant Majoor (CSM), bataljonsadjudant of batterij-wachtmeester bij de Koninklijke Landmacht wordt 'cane' genoemd. Dat is een dunne eiken stok van circa 90 cm lang, voorzien van een goud- of zilverkleurige dop.
In de paardensport wordt een cane gebruikt bij het rijden in amazonezit ter vervanging van de hulp van het rechterbeen.

## Strafwerktuig
De cane is vooral bekend als strafwerktuig voor geseling. Op scholen (onder andere in Nederland) werd de cane, onder de ontvangers van de straf beter bekend als het rietje, als strafmiddel gebruikt. In films ziet men dit gebruik als een element van de cultuur van Engelse kostscholen. In het Britse onderwijs is 'caning' tegenwoordig verboden.
Als strafwerktuig vindt het ook toepassing in de wereld van bdsm of sadomasochisme. Het is over het algemeen een soepel zwiepend eind rotan van circa 1,5 m lang en tussen 5 en 15 mm dik.
Het gevoel dat een stevige slag met de cane teweegbrengt is dubbel: eerst de eerste impact van de slag zelf en een seconde later een soort terugslag. De afdruk of striem van de slag is karakteristiek: twee kleine streepjes aan weerszijden van de plaats waar de huid geraakt is.